# Ophiogomphus
Ophiogomphus Selys, 1854 è un genere di libellule della famiglia Gomphidae.

## Descrizione
La maggior parte delle specie presenta un addome rigonfio vivacemente colorato in verde, osservabile in particolare nei maschi.

## Tassonomia
Al genere Ophiogomphus appartengono le seguenti specie:
- Ophiogomphus acuminatus
- Ophiogomphus anomalus
- Ophiogomphus arizonicus
- Ophiogomphus aspersus
- Ophiogomphus australis
- Ophiogomphus bellicosus
- Ophiogomphus bison
- Ophiogomphus carolus
- Ophiogomphus caudoforcipus
- Ophiogomphus cecilia
- Ophiogomphus cerastis
- Ophiogomphus colubrinus
- Ophiogomphus edmundo
- Ophiogomphus howei
- Ophiogomphus incurvatus
- Ophiogomphus longihamulus
- Ophiogomphus mainensis
- Ophiogomphus minimus
- Ophiogomphus morrisoni
- Ophiogomphus obscurus
- Ophiogomphus occidentis
- Ophiogomphus purepecha
- Ophiogomphus reductus
- Ophiogomphus rupinsulensis
- Ophiogomphus severus
- Ophiogomphus sinicus
- Ophiogomphus smithi
- Ophiogomphus spinicornis
- Ophiogomphus susbehcha
- Ophiogomphus westfalli